# Cigarro explosivo

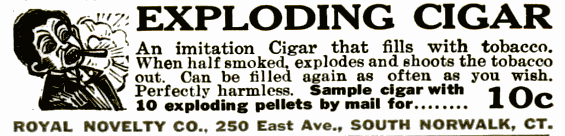
Anuncio de perdigones para cigarros explosivos de la edición de 1917 de Popular Mechanics

Un cigarro explosivo es una variedad de cigarro que explota poco después de ser encendido. Tales cigarros son empacados normalmente con una mínima carga química explosiva cerca del extremo de encendido o con un dispositivo no químico que rasga el cigarro cuando se expone al calor. El propósito buscado con los cigarros explosivos es el de ser una broma hostil, más que el causar un daño físico duradero al receptor. Sin embargo, el alto riesgo de heridas accidentales debido a su uso causó una declinación en su fabricación y venta.
Aunque de manera más rara que los cigarros utilizados para bromas, se ha hablado sobre cigarros explosivos usados como medios para asesinar o intentar asesinar objetivos en la vida real, y están bien representados como un dispositivo de conspiración en la ficción. El caso más resonante concerniente a la variedad intencionalmente mortal fue una supuesta conspiración de la Agencia Central de Inteligencia de Estados Unidos en los años 1960 para asesinar a Fidel Castro. Entre algunos notables incidentes de la vida real que involucraron a la clase no letal de ellos, está un cigarro explosivo presuntamente dado por Ulysses S. Grant a un conocido, y una disputa entre oficiales militares turcos y Ernest Hemingway después de que él hiciera la broma a uno de ellos.

## Manufactura y declive

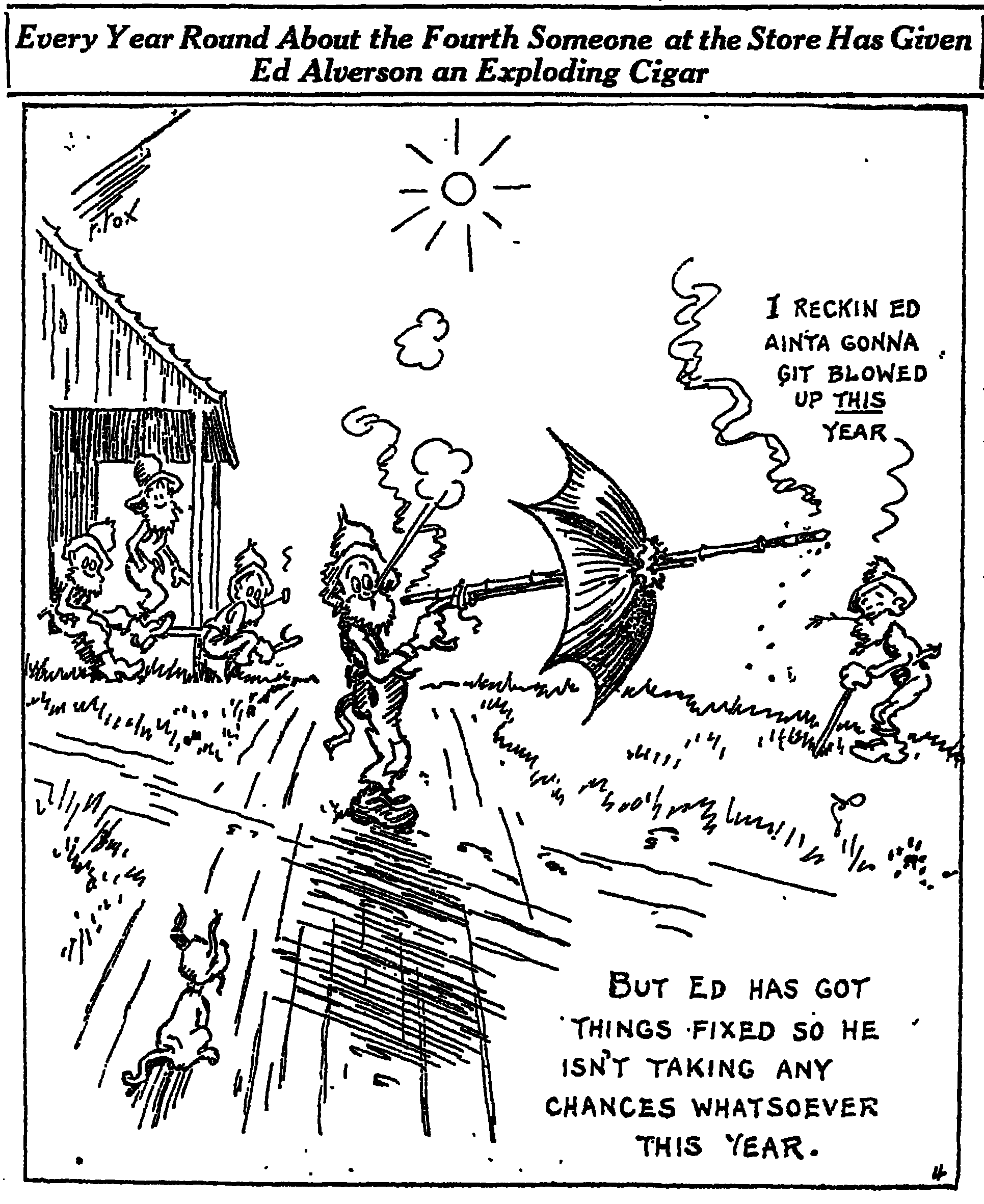
Tira cómica sobre el cigarro explosivo en la edición del 8 de julio de 1919 del Oakland Tribune por Fontaine Fox.

Desde inicios hasta mediados del siglo XX, los cigarros explosivos fueron un dispositivo popular para bromas, frecuentemente publicitados y mencionados en periódicos de le época. El más grande fabricante y proveedor de cigarros explosivos en Estados Unidos durante mediados del siglo XX fue la S. S. Adams Company que, de acuerdo con The Saturday Evening Post, hizo más cigarros explosivos y otros artículos novedosos para bromas en 1946 que sus siguientes once competidores combinados.
La compañía fue fundada por Soren Sorensen Adams, apodado como el «rey de los bromistas profesionales», quien inventó y patentó muchas bromas novedosas comunes tales como el polvo para estornudar, polvo de picapica, el vaso que gotea y el vibrador de mano (joy buzzer). El mayor fabricante de cigarros explosivos localizado en Nueva York fue Richard Appel, un refugiado alemán de Núremberg, quien alrededor de 1940 abrió una fábrica de bromas novedosas en el Lower East Side de Manhattan.
Para el tiempo en el que los cigarros explosivos estaban siendo producidos por fabricantes como Adams y Appel, la variedad de químico explosivo había perdido popularidad. De acuerdo con Adams, el cambio a gran escala a un dispositivo no químico ocurrió aproximadamente en 1915 como consecuencia de una muerte causada por un cigarro explosivo casero al que se le había colocado dinamita. Aunque los cigarros explosivos no eran normalmente llenados con dinamita sino con cápsulas explosivas que utilizaban un material incendiario menos poderoso, después del incidente algunos estados de los Estados Unidos prohibieron completamente el producto. El reemplazo para los químicos explosivos fue un mecanismo metálico de resorte, atado con una cuerda; cuando la víctima calaba el cigarro, la cuerda se quemaba, causando que el dispositivo de resorte se activara, rompiendo así el extremo del cigarro.
Las bromas con cigarros explosivos han causado muchas lesiones a través de su historia. Por ejemplo, en 1902 una persona llamada Edward Weinschreider demandó a una tienda de cigarros por un cigarro explosivo que quemó su mano tan mal que tres de sus dedos tuvieron que ser amputados. Como ha sido observado por un académico legal, «la utilidad de un cigarro explosivo es tan baja y el riesgo de lesión tan grande como para justificar una conclusión de que el cigarro es defectuoso y no debería ni siquiera haberse puesto al mercado». Han sido promulgado leyes que prohíben por completo la venta de cigarros explosivos, tales como el Capítulo 178 de las Leyes y Resoluciones de Massachusetts, aprobado por su legislatura en 1967.

## En la ficción
Tanto los cigarros explosivos de broma como los intencionalmente mortales han sido representados en varias obras de ficción, abarcando muchos tipos de medios como literatura, películas, historietas, dibujos animados y otros. Un uso bien conocido del cigarro explosivo en la literatura aparece en la novela de Thomas Pynchon de 1973, El arco iris de gravedad. En ella, el personaje Etzel Ölsch traiciona simbólicamente su deseo mortal al fumar ansiosamente un cigarro que él sabe que pertenece a la variedad explosiva para bromas. Otros ejemplos en libros incluyen a la novela de 1977 de Robert Coover, The Public Burning, donde un novelizado Richard Nixon da un cigarro explosivo al Tío Sam, y Death's Clenched Fist de Sherburne James (1982), en el cual un político de Tammany Hall de los años 1890 es asesinado con un cigarro explosivo.
Ejemplos del cine incluyen al romance de Cecil B. DeMille de 1921 Fool's Paradise, en donde el personaje principal es cegado mediante un cigarro explosivo; la película Great Guns (1941) de El Gordo y el Flaco, que incluye una broma en la cual se reemplaza tabaco con pólvora; en la película Deadlier Than the Male (1967), un asesinato con un cigarro explosivo es un elemento clave de la trama; en la película animada de The Beatles de 1968, Yellow Submarine, donde un cigarro explosivo es usado para repeler a un monstruo boxeador psicodélico; en la comedia de 1984 Top Secret!, en la que un hombre ciego hace una broma al personaje de agente secreto británico interpretado por Omar Sharif, con un cigarro explosivo; y en la película de 2005 V for Vendetta, donde el cigarro del principal antagonista es cambiado por uno explosivo durante un sketch cómico.
La aparición de cigarros explosivos en las franquicias de dibujos animados de Warner Bros. Merrie Melodies y Looney Tunes fue bastante común, a veces acoplada con la explosión resultante en que el actor víctima de la broma apareciera en blackface. Algunos ejemplos incluyen: Bacall to Arms (1942), donde un Humphrey Bogart animado es atacado con un cigarro explosivo que lo deja con la cara negra, en Mississippi Hare de 1949, donde el personaje, «Coronel Shuffle» de la misma forma termina en blackface después de la explosión; en Rabbit's Kin de 1952, en el cual Pete Puma ofrece a Bugs Bunny un cigarro explosivo (fiel a su costumbre, Bugs Bunny vuelve las cosas en contra al desafortunado felino, colocando el cigarro en la boca de Pete después de que es aturdido, y lo enciende con los resultados esperados), y Dr. Devil and Mr. Hare de 1964, donde Taz exitosamente consigue que Bugs Bunny fume un cigarro explosivo.
Otros ejemplos incluyen apariciones en televisión como cuando Peter Falk de la serie Columbo debe resolver la muerte de un magnate de la industria por un cigarro explosivo en el episodio «Short Fuse» (1972); en una sesión de cuatro episodios del drama criminal de CBS de la televisión estadounidense, CSI: Nueva York, titulado «Child's Play» (juego de niños), donde el equipo forense investiga la muerte de un hombre asesinado por un cigarro explosivo; y en un episodio de 1966 de Los vengadores titulado «A Touch of Brimstone»; en videojuegos tales como Day of the Tentacle, donde el jugador puede ofrecer a George Washington un cigarro explosivo; y como un dispositivo del Joker en las historietas de Batman. Por ejemplo, en Batman #251 (1973), titulado The Joker's Five-way Revenge, un cigarro explosivo es usado por el Joker para decapitar a un hombre.

## En la realidad

### Complot de la CIA para asesinar a Castro
A finales de 1950 bajo la administración presidencial de Dwight D. Eisenhower y a principios de la década de 1960 en el gobierno de John F. Kennedy, la CIA había tenido una reunión creativa y la implementación de planes para asesinar a Fidel Castro, llegando al extremo de obtener la ayuda de líderes de la mafia tales como Johnny Roselli y Santo Trafficante, Jr. para ayudar en la realización de sus planes. Muchas ideas de asesinato se propusieron por la CIA en la operación encubierta que fue bautizada como «Operación Mangosta». El más infame era un presunto complot de la CIA para capitalizar el bien conocido amor de Castro por los cigarros al dejar en su suministro un muy real y letal «cigarro explosivo». En un artículo del 4 de noviembre de 1967 de The Saturday Evening Post, se informó que durante la visita de Castro a las Naciones Unidas en 1966, un agente de la CIA se acercó al inspector en jefe de la policía de Nueva York, Michael J. Murphy, con el plan de llegar a Castro para darle de fumar un cigarro explosivo.
Si bien numerosas fuentes afirman que la historia del cigarro explosivo es real, al menos una fuente afirma que simplemente es un mito, y otra, piensa más que es un tabloide de un supermercado. Otra sugiere que la historia tiene sus orígenes en la CIA, pero que nunca fue seriamente propuesta por ellos como un complot. Más bien, la trama fue hecha por la CIA como una idea intencionalmente «tonta» para alimentar los cuestionamientos sobre sus planes para Castro, con el fin de desviar el escrutinio de las zonas más serias de investigación.
Sea cierto o no, la conspiración de asesinato con un cigarro explosivo por parte de la CIA inspiró la portada de la edición de octubre de 1963 de la revista MAD (#82). La cubierta lleva el título, «You'll Get a BANG out of this issue of Mad Magazine» (Usted obtendrá un BANG de este número de la revista Mad), y cuenta con una pintura de Norman Mingo donde representa a Castro en el momento de encender un cigarro envuelto con una banda de cigarro en la que está dibujado Alfred E. Neuman con los dedos tapando sus oídos, a la espera de la explosión. Un cigarro explosivo también aparece en el cartel para el documental británico 638 Ways to Kill Castro de Channel 4, que muestra a Castro con un cigarro en la boca que tiene una mecha que se proyecta desde el extremo y un fósforo encendido que se acerca. Un cigarro explosivo fue probado en un episodio de la temporada 2 de Deadliest Warrior, «KGB vs. CIA». El cigarro destruyó completamente la mandíbula superior e inferior de una cabeza de gel, pero se determinó que era muy poco fiable debido a su mecha cronometrada y su pequeña carga explosiva.

### Regalo retrasado de Ulysses S. Grant

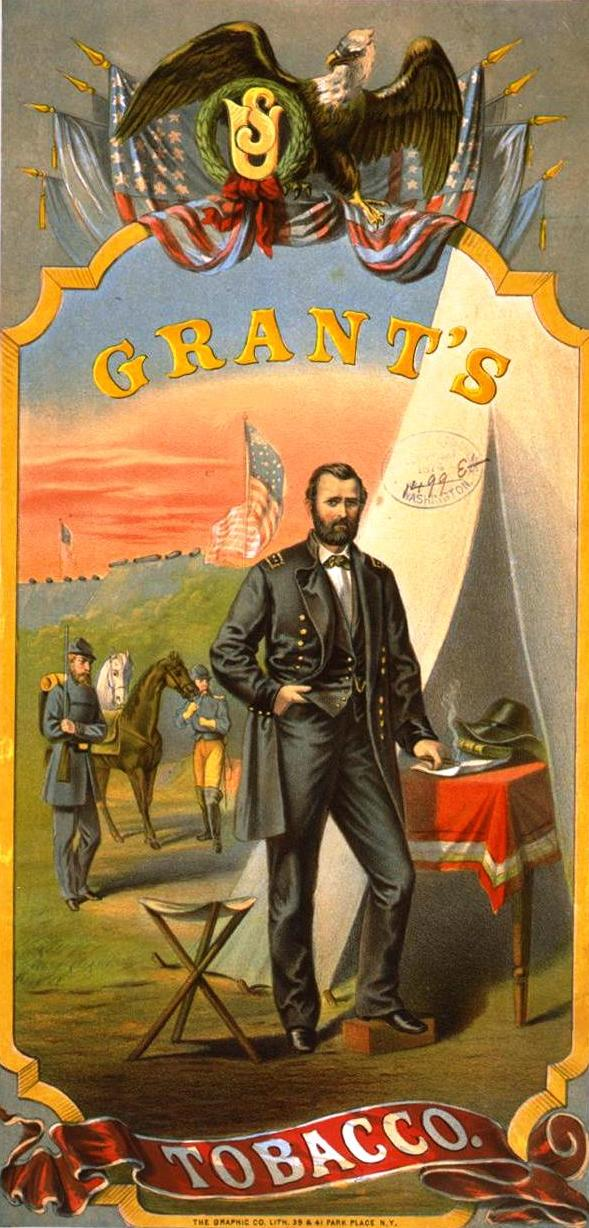
Ulysses S. Grant representado en la portada de Grant's Tobacco.

Según un artículo de Associated Press en 1932, el presidente estadounidense Ulysses S. Grant dio a Horace Norton, el fundador de un colegio abandonado en Chicago, un cigarro explosivo poco después de habérsele presentado, pero la «broma» no fue revelada hasta muchos años después.
Según la historia, sin darse cuenta de la naturaleza de la donación, Norton guardó el cigarro, y lo mantuvo en exhibición en el museo de la universidad. Años más tarde, cuando la escuela estaba cerrando sus puertas para siempre, los alumnos pensaron que sería un gesto apropiado que se fumara el cigarro en la reunión anual de la universidad. El honor fue dado a Winstead Norton, el nieto de Horacio. Durante el sobrio discurso que estaba presentando, Winstead encendió el cigarro, y después de dos inhalaciones, explotó. Un reporte de noticias de 1952 contradice un detalle, sostiene que la explosión se produjo en última instancia, en una reunión familiar en lugar de la historia que señalaron los exalumnos.
El cuento del «cigarro de Grant», sin duda, ha sido embellecido con el tiempo. Existe la posibilidad de que el cuento sea un engaño o leyenda urbana, o que el cigarro fuera manipulado por alguien después de la supuesta presentación de Grant.

### Ernest Hemingway
Según se informa, Ernest Hemingway, urgido por un grupo de periodistas con los que estaba bebiendo en el bar del Palace Hotel en Rapallo, Italia, presentó un cigarro explosivo a uno de los cuatro guardaespaldas del general turco İsmet İnönü. Cuando el cigarro «explotó», los cuatro guardias sacaron sus armas y se dirigieron a Hemingway. Al parecer, se escapó sin lesiones corporales graves.